# Unforgiven: In Your House
Unforgiven: In Your House è stato un evento prodotto dalla World Wrestling Federation. L'evento si svolse il 26 aprile 1998 al Greensboro Coliseum di Greensboro, North Carolina.

## Risultati
| # | Risultati | Stipulazioni                                         | Durata |
| - | --- | ---------------------------------------------------- | ------ |
| 1 | Faarooq, Ken Shamrock e Steve Blackman hanno sconfitto The Nation (The Rock, D'Lo Brown e Mark Henry) (con Kama Mustafa)               | Six-man tag team match                               | 13:32  |
| 2 | Triple H (c) ha sconfitto Owen Hart | Single match per il WWF European Championship        | 12:26  |
| 3 | The New Midnight Express (Bodacious Bart e Bombastic Bob) (c) hanno sconfitto The Rock 'n' Roll Express (Ricky Morton e Robert Gibson) | Tag team match per i NWA World Tag Team Championship | 07:12  |
| 4 | Luna Vachon (con The Artist Formerly Known As Goldust) ha sconfitto Sable                                                              | Evening Gown match                                   | 02:50  |
| 5 | The New Age Outlaws (Billy Gunn e Road Dogg) (c) hanno sconfitto L.O.D. 2000 (Hawk e Animal) (con Sunny)                               | Tag team match per i WWF Tag Team Championship       | 12:13  |
| 6 | The Undertaker ha sconfitto Kane (con Paul Bearer)                                                                                     | Inferno match                                        | 16:00  |
| 7 | Dude Love ha sconfitto Steve Austin (c) per squalifica                                                                                 | Single match per il WWF Championship                 | 18:49  |